# Francisco Cerúndolo
Francisco Cerúndolo (* 13. srpna 1998 Buenos Aires) je argentinský profesionální tenista. Ve své dosavadní kariéře na okruhu ATP Tour vyhrál tři singlové turnaje. Na challengerech ATP a okruhu ITF získal třináct titulů ve dvouhře a jednu trofej ve čtyřhře.
Na žebříčku ATP byl ve dvouhře nejvýše klasifikován v květnu 2025 na 18. místě a ve čtyřhře v říjnu 2022 na 203. místě. Trénuje ho Kevin Konfederak. Jeho mladším bratrem je také profesionální tenista Juan Manuel Cerúndolo.
Argentinu reprezentoval na odložených Letních olympijských hrách 2020 v Tokiu, kde zasáhl do dvouhry. V úvodním kole jej vyřadil Brit Liam Broady po třísetovém průběhu. Zúčastnil se také Her XXXIII. olympiády v Paříži, kde ve třetí fázi singlové soutěže podlehl Norovi Casperu Ruudovi.

## Tenisová kariéra
V rámci okruhu ITF debutoval v květnu 2016 na turnaji v rodném Buenos Aires dotovaném 10 tisíci dolary. V úvodním kole podlehl krajanu Andreovi Collarinimu z páté světové stovky. První challenger vyhrál během října 2020 na Split Open. Ve finále přehrál 113. hráče žebříčku Pedra Sousu z Portugalska až ziskem tiebreaku v rozhodující sadě.

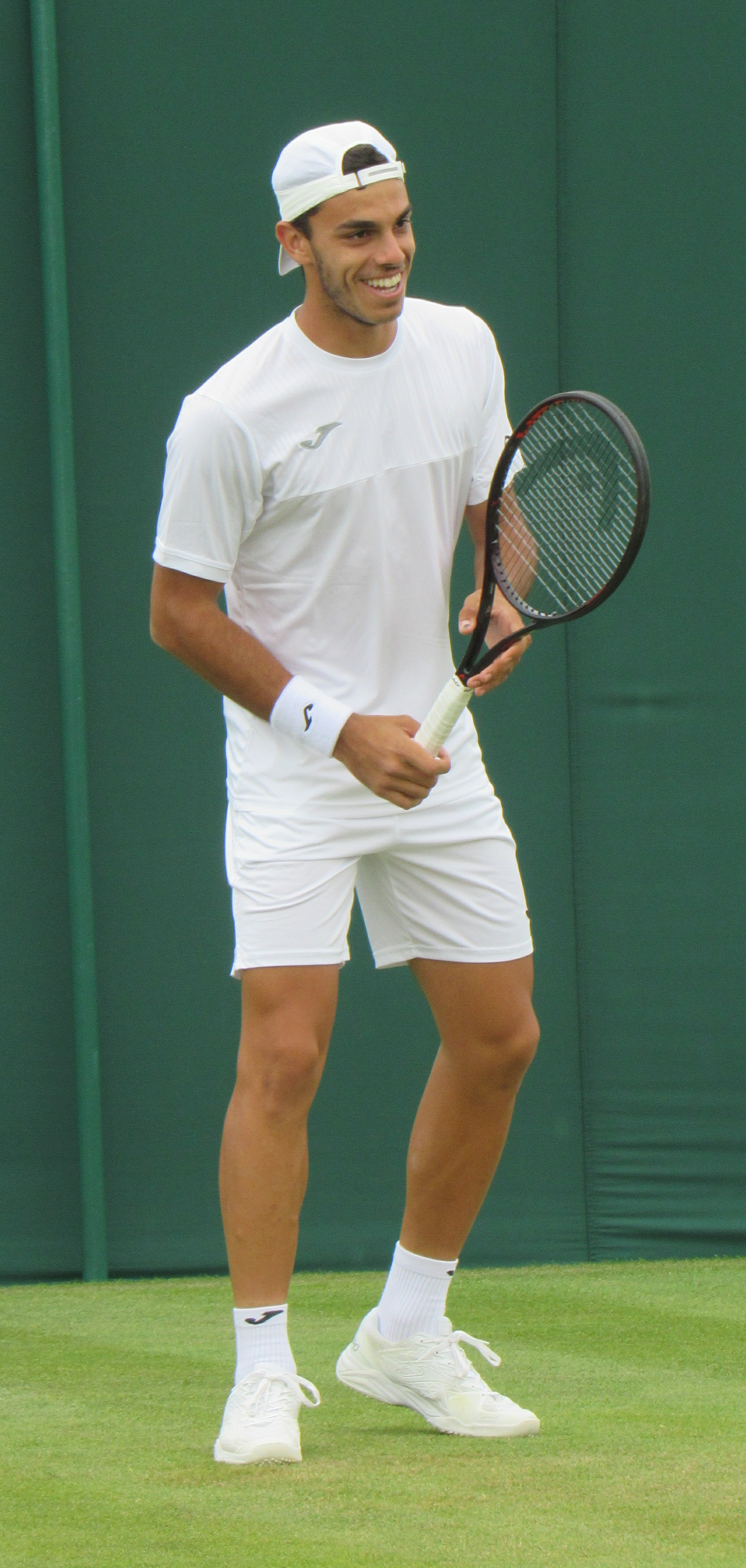
Ve Wimbledonu 2022

Na okruhu ATP Tour debutoval po udělení divoké karty antukovým Argentina Open 2020. Na úvod jej zdolala argentinská světová padesátka Guido Pella, přestože získal první sadu. Premiérové vítězství v této úrovni dosáhl na únorovém Córdoba Open 2021, na němž porazil Itala Gianlucu Magera z konce světové stovky. O týden později postoupil do prvního finále, když na Argentina Open 2021 musel projít tříkolovou kvalifikací. Celkově vyhrál sedm zápasů v řadě. Ve druhém kole poprvé zdolal člena světové třicítky, Francouze Benoîta Pairea. Do boje o titul se probojoval přes Španěla Alberta Ramose-Viñolase. V něm pak získal jen tři gamy na světovou devítku Diega Schwartzmana.
Debut v hlavní soutěži nejvyšší grandslamové kategorie zaznamenal v mužském singlu French Open 2021, do něhož postoupil z tříkolové kvalifikace jako šťastný poražený. V úvodním kole pařížské dvouhry však nenašel recept na brazilskou světovou osmdesátku Thiaga Monteira.
Druhé čtvrtfinále na túře ATP si zahrál na Argentina Open 2022, kde zvládl duel se Srbem Miomirem Kecmanovićem. Mezi poslední osmičkou jej zastavil Diego Schwartzman, ačkoli si připsal úvodní sadu. Na cestě do semifinále Miami Open 2022 na cestě do semifinále postupně vyřadil Tallona Griekspoora, Reillyho Opelku, Gaëla Monfilse, Francese Tiafoea a Jannika Sinnera, jenž duel skrečoval. V něm pak podlehl norské světové osmičce Casperu Ruudovi. Stal se tak prvním tenistou od Jerzyho Janowicze na Paris Masters 2012, který při svém debutu v sérii Masters postoupil až do semifinále a jako 103. hráč žebříčku historicky nejníže postaveným semifinalistou Miami Open.
První trofej na okruhu ATP Tour vybojoval na antukovém Nordea Open 2022 v Bastadu. Ve druhém kole poprvé porazil člena elitní světové desítky, pátého hráče žebříčku Caspera Ruuda. Do finále prošel přes pátého nasazeného Španěla Pabla Carreña Bustu. V boji o titul přehrál 21letého krajana Sebastiána Báeze po dvousetovém průběhu. Bodový zisk jej premiérově posunul do elitní světové třicítky, jíž ve vydání žebříčku po skončení uzavíral. V osmifinále French Open 2023 jej vyřadila dánská světová šestka Holger Rune až v supertiebreaku páté sady. V následném vydání klasifikace se posunul na 20. příčku.

## Soukromý život

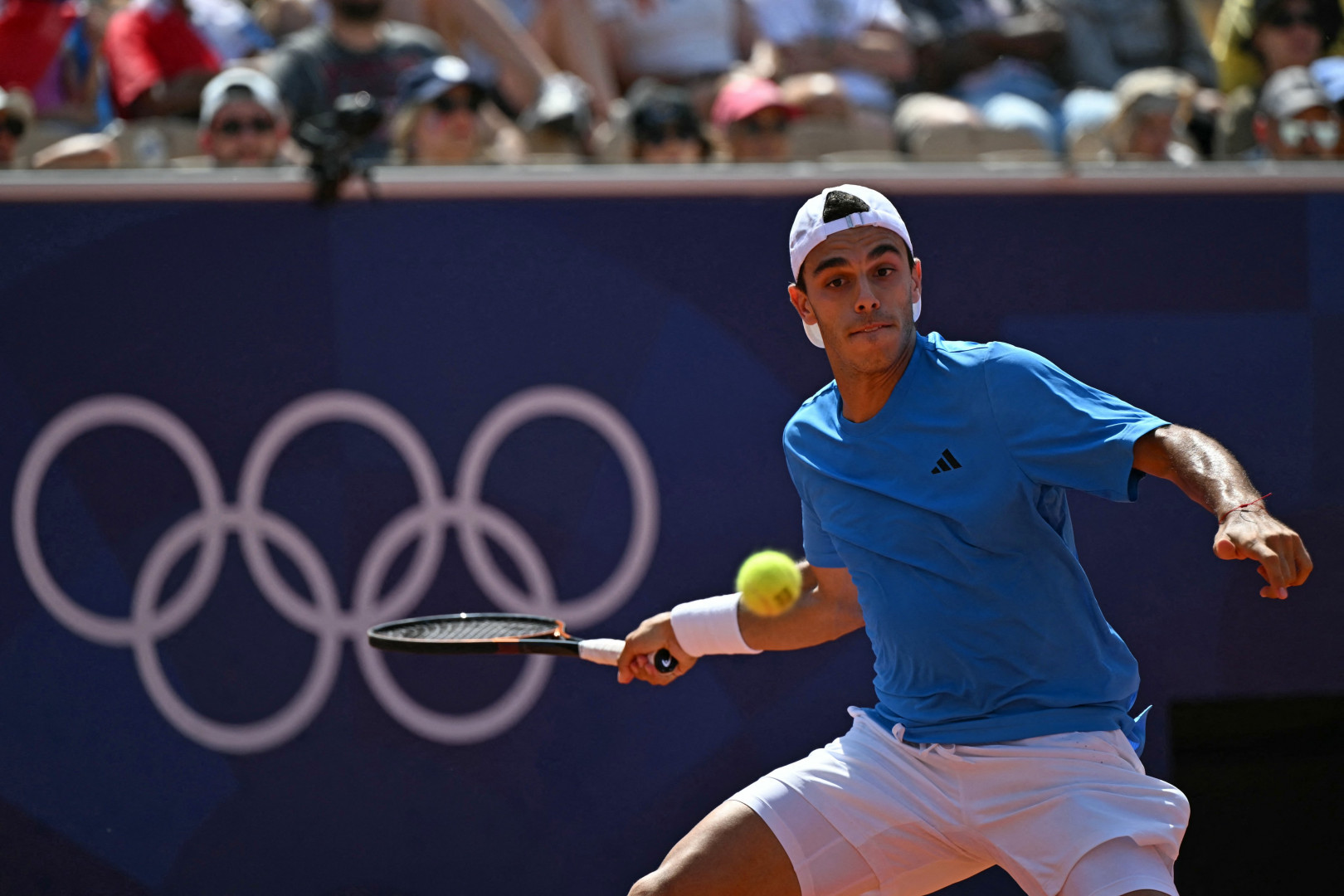
Na pařížských olympijských hrách 2024 podlehl ve třetím kole Ruudovi

Narodil se roku 1998 v argentinské metropoli Buenos Aires do sportovně založené rodiny. Otec Alejandro Cerúndolo hrál závodně tenis v první polovině 80. let a na žebříčku mu patřila 309. příčka. Sestra Maria Constanza Cerúndolová byla členkou argentinského týmu pozemních hokejistek, které vyhrálo Letní olympijské hry mládeže 2018. O tři roky mladší bratr Juan Manuel Cerúndolo je rovněž profesionálním tenistou. Oba se stali první sourozeneckou dvojicí od Alexandra a Mischy Zverevových, jejíž členové figurovali současně v první stovce žebříčku. Oba také zasáhli do Cordoba Open 2021, kde se po 40 letech stali prvními argentinskými bratry, kteří se představili na stejném turnaji.

## Finále na okruhu ATP Tour

### Dvouhra: 6 (3–3)
| Legenda                   |
| ------------------------- |
| Grand Slam (0)            |
| Turnaj mistrů (0)         |
| ATP Tour Masters 1000 (0) |
| ATP Tour 500 (0)          |
| ATP Tour 250 (3–3)        |

| Stav      | č. | datum         | turnaj                         | kategorie | povrch | soupeř ve finále  | výsledek           |
| --------- | -- | ------------- | ------------------------------ | --------- | ------ | ----------------- | ------------------ |
| Finalista | 1. | březen 2021   | Buenos Aires, Argentina        | ATP 250   | antuka | Diego Schwartzman | 1–6, 2–6           |
| Vítěz     | 1. | červenec 2022 | Båstad, Švédsko                | ATP 250   | antuka | Sebastián Báez    | 7–6(7–4), 6–2      |
| Finalista | 2. | květen 2023   | Lyon, Francie                  | ATP 250   | antuka | Arthur Fils       | 3–6, 5–7           |
| Vítěz     | 2. | červenec 2023 | Eastbourne, Spojené království | ATP 250   | tráva  | Tommy Paul        | 6–4, 1–6, 6–4      |
| Vítěz     | 3. | červenec 2024 | Umag, Chorvatsko               | ATP 250   | antuka | Lorenzo Musetti   | 2–6, 6–4, 7–6(7–5) |
| Finalista | 3. | únor 2025     | Buenos Aires, Argentina        | ATP 250   | antuka | João Fonseca      | 4–6, 6–7(1–7)      |

## Tituly na challengerech ATP a okruhu ITF
| Legenda                |
| ---------------------- |
| Challengery (5 D; 0 Č) |
| ITF (8 D; 1 Č)         |

### Dvouhra (13 titulů)
| Č. | datum         | turnaj                        | povrch | poražený finalista      | výsledek           |
| -- | ------------- | ----------------------------- | ------ | ----------------------- | ------------------ |
| 1. | říjen 2018    | Mogi das Cruzes, Brazílie     | antuka | Daniel Dutra da Silva   | 6–2, 6–4           |
| 2. | říjen 2018    | Curitiba, Brazílie            | antuka | Felipe Meligeni Alves   | 7–6(7–3), 6–2      |
| 3. | leden 2019    | Manacor, Španělsko            | antuka | Ivan Gachov             | 6–3, 6–3           |
| 4. | leden 2019    | Palmanova, Španělsko          | antuka | Sandro Ehrat            | 2–6, 6–2, 6–3      |
| 5. | květen 2019   | Buenos Aires, Argentina       | antuka | Genaro Alberto Olivieri | 7–6(7–2), 7–6(8–6) |
| 6. | červen 2019   | Kiseljak, Bosna a Hercegovina | antuka | Christopher O'Connell   | 3–6, 6–2, [10–4]   |
| 7. | leden 2019    | Lima, Peru                    | antuka | Nicolás Álvarez         | 6–2, 6–1           |
| 8. | leden 2020    | Los Angeles, Spojené státy    | tvrdý  | Alexander Ritschard     | 6–3, 6–3           |
| 1. | říjen 2020    | Split, Chorvatsko             | antuka | Pedro Sousa             | 4–6, 6–3, 7–6(7–4) |
| 2. | listopad 2020 | Guayaquil, Ekvádor            | antuka | Andrej Martin           | 6–4, 3–6, 6–2      |
| 3. | prosinec 2020 | Campinas, Brazílie            | antuka | Roberto Carballés Baena | 6–4, 3–6, 6–3      |
| 4. | srpen 2021    | Cordenons, Itálie             | antuka | Tomás Martín Etcheverry | 6–1, 6-2           |
| 5. | leden 2022    | Santa Cruz, Bolívie           | antuka | Camilo Ugo Carabelli    | 6–4, 6–3           |

### Čtyřhra (1 titul)
| Č. | datum       | turnaj             | povrch | spoluhráč       | poražení finalisté                              | výsledek              |
| -- | ----------- | ------------------ | ------ | --------------- | ----------------------------------------------- | --------------------- |
| 1. | březen 2019 | Pinamar, Argentina | antuka | Hernán Casanova | Arklon Huertas del Pino Conner Huertas del Pino | 7–6(9–7), 3–6, [10–5] |